# Rivelatore a deriva in semiconduttore
Il rivelatore a deriva in semiconduttore (in inglese semiconductor drift detector, SDD) è una tipologia di rivelatore di radiazioni a semiconduttore. Differisce dalle altre tipologie di rivelatore a semiconduttore per la presenza di un campo di deriva, trasversale rispetto al campo di svuotamento, che convoglia la carica generata dalla radiazione incidente nell’intero volume del dispositivo ad un elettrodo che può essere piccolo rispetto alla dimensione del dispositivo stesso. Questo permette di calcolare la posizione di interazione tramite la misura del tempo di deriva. Inoltre, la piccola capacità di uscita del dispositivo garantisce ottime prestazioni in termini di rumore e un alto tasso di conteggi.

## Principio di funzionamento

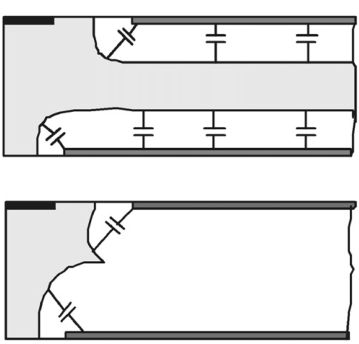
Svuotamento laterale di un dispositivo in silicio. Sono indicate schematicamente le capacità viste tra i due elettrodi.
Sopra: prima del completo svuotamento.
Sotto: al completo svuotamento del dispositivo

La radiazione incidente su un rivelatore a semiconduttore ionizza gli atomi creando, a valle di differenti meccanismi, una quantità di coppie elettrone-lacuna, quindi cariche libere, proporzionale all’energia depositata dalla radiazione stessa. Un rivelatore con topologia a diodo p-n o derivate (diodo p-i-n, microstrip) viene polarizzato inversamente in modo da creare una zona svuotata in cui è presente il campo elettrico di svuotamento capace di trasportare le cariche generate dalla radiazione incidente nel volume del dispositivo ai suoi contatti, in modo che un circuito esterno possa leggere la carica indotta.
L’idea del rivelatore a deriva fu introdotta da Emilio Gatti e Pavel Rehak nel 1984. Si basa sul concetto di sideward depletion (svuotamento laterale), ovvero ottenere uno svuotamento del volume del rivelatore tramite un piccolo contatto posto ai margini della struttura del dispositivo. Considerando un rivelatore a diodo p-i-n su substrato di tipo n, si nota come la zona svuotata si sviluppi dalla giunzione p+-n per estendersi fino al contatto n+, l’anodo. La struttura proposta da Gatti e Rehak prevede di estendere il contatto p+, il catodo, anche dal lato in cui è originariamente presente il contatto n+ e ridurre quest’ultimo ad una dimensione minima. 
Applicando una polarizzazione inversa al dispositivo, il volume si svuota da entrambi i lati verso il centro della struttura in cui è presente il minimo di potenziale per gli elettroni. Al completo svuotamento, la capacità del dispositivo vista tra i contatti n+ e p+ crolla ad un valore molto minore e il potenziale nella zona svuotata assume una forma parabolica (lontano dall'anodo). Trascurando la tensione built-in e considerando il drogaggio nel substrato molto inferiore a quello del contatto p+, la tensione inversa {\displaystyle V_{r}} da applicare per raggiungere questa condizione può essere approssimata da 
{\displaystyle V_{r}={\frac {qN_{D}}{2\varepsilon }}\left({\frac {t}{2}}\right)^{2}}
con {\displaystyle q} la carica elementare, {\displaystyle \varepsilon } la costante dielettrica del materiale, {\displaystyle N_{D}} la concentrazione di droganti donori nel substrato e {\displaystyle t} lo spessore del dispositivo. A parità di spessore con un diodo p-i-n, la tensione necessaria per raggiungere il completo svuotamento è quattro volte inferiore.

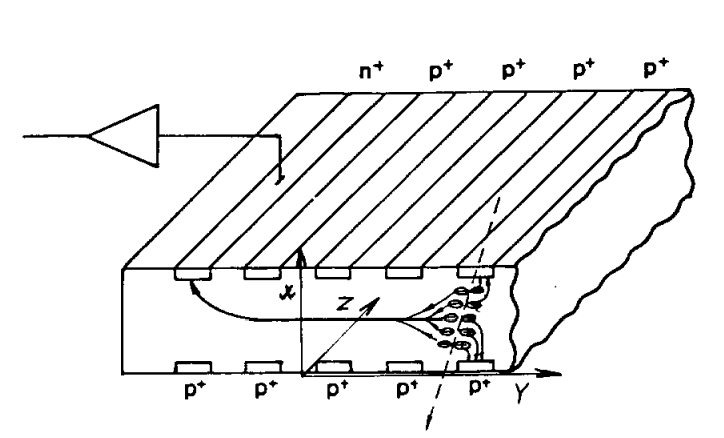
Schema del moto degli elettroni in un rivelatore a deriva

Mentre le lacune vengono raccolte dai contatti p+, gli elettroni si radunano nel minimo di potenziale al centro della struttura. È necessario modificare il potenziale introducendo un campo elettrico aggiuntivo detto di deriva (drift) per indirizzare gli elettroni verso l’anodo. Particolare attenzione deve essere rivolta alla struttura del potenziale elettrico in prossimità del contatto n+ per convogliare correttamente la carica all’anodo.
Le prime evidenze sperimentali della sideward depletion sono state presentate da Gatti e Rehak nel lavoro del 1984, mentre nel 1985 sono stati presentati i risultati dei primi rivelatori a deriva realizzati.

## Vantaggi
Rispetto alla classica struttura p-i-n, il rivelatore a deriva può essere completamente svuotato con un quarto della tensione di polarizzazione applicata. 
Per ottenere le migliori prestazioni in termini di rumore elettronico, la capacità di uscita del rivelatore deve essere mantenuta al minimo. In una struttura a diodo, la dimensione dell’anodo è legata geometricamente alla dimensione del volume del dispositivo. La capacità cresce quindi con il volume attivo del dispositivo, ponendo un compromesso tra volume di interazione e risoluzione energetica. L’utilizzo di una matrice di diodi invece che un unico rivelatore dello stesso volume complessivo ridurrebbe la capacità del singolo dispositivo ma aumenterebbe la complessità del sistema necessitando di un canale di lettura per ogni diodo. Il rivelatore a deriva rompe il collegamento tra capacità e volume grazie alla sideward depletion e permette con un solo anodo e un solo canale la lettura di un segnale di un volume molto più grande dell’elettrodo stesso.
La ridotta capacità implica anche un ridotto tempo ottimale di formatura del segnale utilizzato dagli stadi di filtraggio nella catena di acquisizione elettronica, permettendo di raggiungere tassi di conteggi più elevati.
Considerando le prestazioni in termini di misura della posizione di interazione della radiazione incidente (position sensing), il rivelatore a deriva offre una risoluzione di posizione comparabile ai rivelatori di tipo microstrip o pixellated detector implementando un numero minore di canali di lettura.
La bassa corrente di leakage ottenibile con le tecnologie di fabbricazione disponibili permettono l’utilizzo dei rivelatori a deriva in silicio a temperatura ambiente o nell’ordine dei -20 °C, ottenibile con un raffreddamento tramite cella di Peltier, pur mantenendo una risoluzione sotto i 300 eV a 5.9 keV. Prestazioni simili possono essere raggiunte con dispositivi in silicio lithium-drifted che devono però essere utilizzati a temperature criogeniche.

## Tipologie
Esistono diverse tipologie di rivelatori a deriva grazie alla versatilità con cui può essere progettata la struttura degli anodi e l'implementazione del campo di deriva. Si possono comunque suddividere in due categorie: i rivelatori per position sensing e quelli per spettroscopia.

### Position sensing
La misura della posizione in cui la radiazione interagisce con il rivelatore è effettuata misurando l'intervallo di tempo tra il momento in cui avviene interazione, tempo {\displaystyle t_{0}}, e la comparsa del segnale all'anodo, tempo {\displaystyle t_{1}}. Moltiplicando questo intervallo {\displaystyle t_{1}-t_{0}} per la velocità di deriva, nota caratteristica del dispositivo e della condizione di polarizzazione, si ricava la distanza percorsa dalla carica e quindi la posizione di interazione rispetto all'anodo. Il tempo {\displaystyle t_{0}} in cui avviene l'interazione può essere noto dalle condizioni di misura (es. la sorgente della radiazione è temporizzata come un sincrotrone o un laser) oppure può essere misurato dal segnale indotto dalle lacune al catodo, che è prodotto subito dopo l'avvenuta interazione quando le lacune vengono raccolte dal contatto p+.
- Silicon Drift Chamber: presentato nel lavoro originale di Gatti e Rehak[2], è la struttura più semplice. I contatti p+ presenti su entrambi i lati del dispositivo sono segmentati in strisce che vengono polarizzate con una tensione decrescente in modo lineare partendo dalla striscia più vicina all'anodo. In questo modo si crea un campo elettrico di deriva circa costante lungo il dispositivo che permette agli elettroni di muoversi verso l'anodo. Con questo rivelatore si può misurare la posizione come descritto in precedenza.
- Multi-Anode Silicon Drift Detector (Matrix Drift Detector): segmentando l'anodo del rivelatore, si può ricavare una seconda coordinata spaziale, trasversale alla direzione di deriva, leggendo a quale anodo si riceve il segnale della carica indotta. L'ampiezza del segnale ad ogni anodo può essere combinata per ricavare la posizione del centroide della nuvola di carica di elettroni, in modo da raggiungere una risoluzione minore della spaziatura tra gli anodi.[7][3]
- Multi-Linear Silicon Drift Detector: l'allargamento in direzione trasversale al moto della nuvola di elettroni durante la deriva, dovuto alla diffusione e all'interazione elettrostatica, può peggiorare la risoluzione della posizione se si estende oltre la dimensione di due anodi.[3] Per limitare la diffusione, nel MLSDD vengono inseriti nel dispositivo degli impianti di tipo p paralleli alla direzione di deriva che permettono alla nuvola di carica di diffondere solo nella prima fase di moto verso l'anodo ma ne limitano l'allargamento durante il resto della deriva.[8]

### Spettroscopia

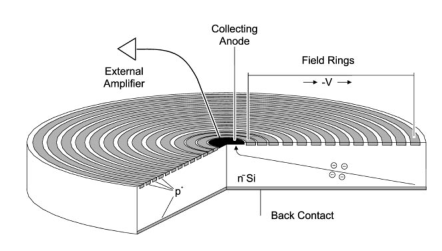
Radial drift detector

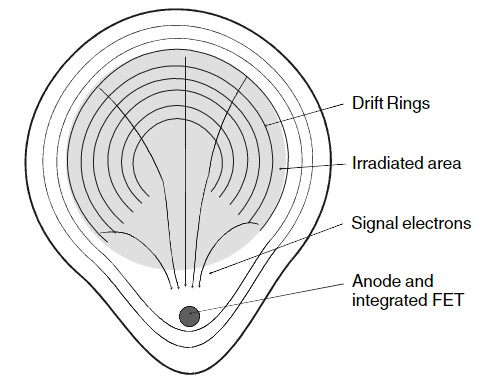
Silicon drift detector droplet

Nei dispositivi per l'uso di spettroscopia la principale figura di merito è la risoluzione dello spettro acquisito, che migliora riducendo il rumore elettronico e quindi la capacità del rivelatore.
- Radial Drift Detector: la struttura di questo dispositivo è di forma cilindrica e presenta un anodo puntiforme al centro. Intorno all'anodo sono create delle diffusioni di tipo p a forma di anelli concentrici che vengono polarizzati in modo da creare il campo di deriva che indirizza gli elettroni verso il contatto n+ al centro. Altro vantaggio di questa topologia è che il retro del dispositivo, uniforme e libero da strutture, può essere usato come finestra di entrata per la radiazione implicando un migliore assorbimento di questa. Inoltre usare i retro come finestra di entrata protegge le strutture più sensibili alla radiazione presenti sull'altro lato, rendendo il dispositivo più resistente alle radiazioni.[3] Un ulteriore miglioramento del dispositivo consiste nell'integrare sullo stesso substrato di silicio il primo stadio di amplificazione, ovvero un singolo transistore JFET, in modo da evitare la capacità parassita aggiuntiva introdotta dalle interconnessioni con un preamplificatore esterno. L'integrazione del JFET, situato al centro della struttura, obbliga a modificare l'anodo da puntiforme a circolare aumentandone la capacità.[9]
- Silicon Drift Detector Droplet (SD3): in questa topologia, derivata dalla precedente, l'anodo e il JFET vengono spostati fuori dalla struttura di anelli concentrici che quindi deve essere adattata ad una forma eccentrica per convogliare gli elettroni verso la nuova posizione del contatto n+. Il vantaggio è che l'anodo può essere ridisegnato in modo da essere puntiforme abbattendo la capacità. Anodo e JFET possono essere inoltre coperti da un collimatore in modo da proteggerli dalla radiazione incidente.[10]

## Utilizzi
Il rivelatore a deriva è stato utilizzato per la spettroscopia a raggi X nello strumento APXS della missione ESA Rosetta sul lander Philae, sui rover Spirit e Opportunity della missione NASA MER, ed è tuttora in funzione sul rover Curiosity della missione NASA MSL.
Una serie di rivelatori a deriva fanno parte dell'Inner Tracking System dell'esperimento ALICE al CERN per lo studio delle particelle dal tempo di vita breve.

## Materiali
Benché il silicio sia il materiale più diffuso per la fabbricazione di rivelatori di radiazione a stato solido, esistono sforzi verso la realizzazione di topologie a deriva realizzate in germanio. Rispetto al silicio, il germanio possiede ottime capacità di trasporto di carica e una maggiore efficienza di fotorivelazione grazie al suo maggiore numero atomico e alla possibilità di fabbricare dispositivi di spessore maggiore, che permettono a questo materiale di essere impiegato per la spettroscopia di raggi X duri e raggi gamma. Il principale svantaggio rispetto al silicio è la necessità di mantenere una temperatura più bassa per limitare la corrente di leakage che a parità di temperatura risulta maggiore a causa del minore band gap del germanio.
Anche il CZT (tellururo di cadmio e zinco) è investigato come semiconduttore per la realizzazione di rivelatori a deriva. Oltre ad un'alta efficienza di rivelazione possiede il vantaggio di poter essere utilizzato a temperatura ambiente.